# Птихосперма Макартура
Птихосперма Макартура (лат. Ptychosperma macarthurii) — вид пальм, распространённых на Северной территории Австралии и в Квинсленде, а также встречается в Новой Гвинеи. Предпочитает тропические влажные леса.
Растение названо в честь Уильяма Макартура (1800—1882), который был одним из самых активных и влиятельных садоводов в Австралии в середине-конце XIX века.

## Ботаническое описание
Многоствольная пальма высотой  до 3 и более метров со множеством тонких до 7 см в диаметре серовато-зелёных в кольцах, похожих на тростник стволов. Листья перистые тёмно-зелёные длиной около 1 метра. 
Листочки длиной 15—30 см, в ширину 7—9 см, на вершине зазубренные и прямо-усечённые, на коротких черешках. Соцветие ветвистое 20—30 см длиной, располагается под кроной листьев. Цветки бывают белые или желтовато-зелёного цвета.

## Значение и применении
Культивируется в качестве декоративного растения.

### В культуре
Эта пальма предпочитает тепло и влажность, богатую и хорошо дренировануую почву, рассеянное освещение.
Темпы роста умеренные. Используется для озеленения отапливаемых светлых помещений.  Нуждается в теплых, светлых и влажных условиях круглый год. Летом может содержаться на открытом воздухе. Зимой минимальная температура содержания +18 °C.
Любит частые опрыскивания. Полив регулярный, без пересушки земляного кома.
Смесь для посадки: листовая, дерновая земля, торф и песок (2:2:2:1). Весной и летом растения подкармливают комплексным минеральным удобрением для декоративно-лиственных растений или пальм. В комнатной культуре достигает высоты не более 1.5-2 метров.
Размножается семенами, которые замачивают на сутки в теплой воде. Высевают в опилки или смесь торфа и песка. Проращивают под плёнкой на свету, при температуре 28-32 °C. При благоприятных условиях семена прорастают в течение 3 месяцев. Всхожесть около 70%.

## Таксономия
Синонимы:
- Actinophloeus bleeseri Burret
- Actinophloeus hospitus Burret
- Actinophloeus macarthurii (H.Wendl. ex H.J.Veitch) Becc. ex Raderm.
- Carpentaria bleeseri (Burret) Burret
- Kentia macarthurii H.Wendl. ex H.J.Veitchbasionym
- Ptychosperma bleeseri Burret
- Ptychosperma hospitum (Burret) Burret
- Ptychosperma julianettii Becc.
- Saguaster macarthurii (H.Wendl. ex H.J.Veitch) Kuntze